# Lobios
Lobios – gmina w Hiszpanii, w prowincji Ourense, w Galicji, o powierzchni 168,38 km². W 2011 roku gmina liczyła 2175 mieszkańców.